# City Under the Sea
City Under the Sea (estrenada com a War-Gods of the Deep als Estats Units) és una pel·lícula d'aventures de terror ciència-ficció britànica-estatunidenca del 1965. Va ser dirigida per Jacques Tourneur (la seva darrera pel·lícula) i protagonitzada per Vincent Price, Tab Hunter, Susan Hart i David Tomlinson.
La trama tracta del descobriment d'una ciutat perduda sota el mar davant de la costa de Cornualla. Price és el capità que supervisa un grup de mariners que hi viuen des de fa més d'un segle on la peculiar barreja de gasos els ha permès allargar la seva vida.
La pel·lícula va ser una fantasia d'època de la manera que va començar amb Disney20,000 Leagues Under the Sea (1954). La pel·lícula va intentar capitalitzar la sèrie de pel·lícules d'Edgar Allan Poe que havia estat realitzada per Roger Corman, protagonitzada per Price. En aquesta mesura, la pel·lícula va prendre el títol d'un poema de Poe, "The City in the Sea", i va intentar explotar la tendència de les pel·lícules de Poe, tot i que la trama només es basa vagament en el poema, amb una recitació. del poema al començament de la pel·lícula i un breu renaixement al final.

## Trama
Al voltant del tombant de segle, l'enginyer de mines nord-americà Ben Harris treballa a la costa de Cornualla a Anglaterra quan troba un cos arrossegat a la platja. Ben fa preguntes a l'hotel proper. Mentre parla amb la filla de l'hoteler, la seva companya nord-americana Jill Tregellis i un artista excèntric, Harold Tufnell-Jones, apareix un misteriós intrús però desapareix. Més tard aquella nit la Jill és segrestada per homes brànquies. Ben, Harold i Herbert (el pollastre d'Harold) segueixen el camí a través d'una porta secreta cap a les coves sota la casa on són xuclats a una piscina.
Emergeixen en una ciutat cavernosa al fons de l'oceà. La ciutat va ser construïda per una raça d'antics que sobreviuen només com una raça d'homes brànquies. La ciutat és ara habitada per un grup de contrabandistes encapçalats pel cruel i tirànic Capità que s'hi va amagar l'any 1803 i que a causa de l'estranya barreja d'oxigen no han envellit en més d'un segle. Tanmateix, el volcà que alimenta la ciutat s'ha tornat inestable. El capità ara els empresona fins que en Ben pugui trobar un mitjà per mantenir-lo.
Dan, un dels homes del capità que vol marxar, s'ofereix a ajudar els dos a escapar, sempre que utilitzin la seva influència per assegurar-li un perdó total pels seus delictes de contraban. El capità descobreix i revela que a causa del gas que han respirat durant tant de temps, l'exposició a la llum solar els faria envellir ràpidament i morir. Aleshores, Dan és enviat a la superfície com a mitjà d'execució, mentre que Ben i Harold reben una audiència amb Jill. Després es troben amb el Rev. Jonathan Ives, que havia desaparegut fa diverses dècades de la superfície.
Es demostra que el capità està enganyat sota la il·lusió que Jill és la seva dona difunta Beatrice, que creu que li ha tornat. Adonant-se que Ben i Harold no són fiables, el capità decideix permetre que els homes brànquia els sacrifiqui com a mitjà per apaivagar la ira del volcà. Mentre esperen això, la Jill i l'Ives els alliberen i l'Ives els instrueix a tots sobre com escapar de la ciutat. Els tres arriben a la tanca d'aire i creuen el fons de l'oceà fins a una cova, que conté un túnel que condueix a la superfície.
El capità i els seus homes els persegueixen, però les freqüents erupcions volcàniques provoquen caigudes de roques que l'enterren a ell i als seus homes. Ben i els seus amics decideixen tornar al mar i intentar arribar a la costa a peu. Mentrestant, el capità s'allibera i segueix el túnel fins a la superfície, on la llum del sol l'envelleix fins a la mort.
Ben i la resta arriben a la costa i observen com el volcà entra en erupció i finalment destrueix la ciutat.

## Repartiment
- Vincent Price com Sir Hugh, el capità
- David Tomlinson com a Harold Tufnell-Jones
- Tab Hunter com a Ben Harris
- Susan Hart com a Jill Tregillis
- John Le Mesurier com a Rev. Jonathan Ives
- Henry Oscar com a Mumford
- Derek Newark com a Dan
- Roy Patrick com a Simon
- Herbert com ell mateix (el pollastre d'Harold)

## Producció
El rodatge va tenir lloc al Regne Unit. Charles Bennett diu que va escriure un bon guió i que l'AIP volia que vingués a la Gran Bretanya per treballar en el guió, però no li va pagar. El guió va ser reescrit a Gran Bretanya per Louis M. Heyward. Bennett odiava els canvis i va anomenar la pel·lícula resultant "el pitjor en què vaig estar involucrat".
Segons Susan Hart, el guió original de Charles Bennett era bo però va ser molt reescrit. També diu que hi va haver tensió entre els productors Dan Haller i el seu homòleg britànic George Willoughby.
Louis M. Heyward confirma aquesta tensió i admet haver reescrit el guió per afegir humor; en particular, diu que va afegir el pollastre còmic i va presentar el personatge interpretat per David Tomlinson. Heyward diu que Willoughby va renunciar després d'aquests canvis.

## Recepció
La pel·lícula es va estrenar a Nova York amb una doble sessió amb Beach Blanket Bingo. El crític de The New York Times va pensar que era la millor de les dues pel·lícules, i la va anomenar "un safari salat".

## Adaptació a còmic
- Dell Movie Classic: War-Gods of the Deep (July–September 1965)[7][8]